# 아즈미씨
아즈미씨(일본어: 阿曇氏 아즈미우지[*])는 "아즈미"를 씨로 하는 일본의 씨족이다. 기기신화의 해신 와타츠미노 미코토를 시조로 하는 국진신 신별 씨족이다.
『고사기』에서 “아즈미노 무라지(阿曇連)는 와타츠미노 카미(綿津見神)의 아들로, 우츠시히카나사쿠노 미코토의 자손이다”라고 기록되어 있고, 『일본서기』 오진기에 “해인의 종(宗)으로 임명되었다”고 적혀 있다. 『신찬성씨록』에서는 “아즈미노 무라지는 와타츠미 토요타마 히코(綿津豊玉彦)의 아들로, 호다카미노 미코토의 자손”이라고 되어 있다.
고대 일본을 대표하는 해인족으로 알려진 집단의 유력 씨족으로, 발상지는 규슈섬 지쿠젠국 가스야군 아즈미향(오늘날의 후쿠오카시 동부)다. 그 외치상 예로부터 중국이나 한반도를 교유한 나노국의 왕족이었을 것이다. 진무동정 이후 야마토족이 최초의 본거지인 북규슈 오늘날의 후쿠오카 일대를 벗어나 기나이에 진출한 뒤 아즈미씨는 셋쓰국 니시나리군을 근거지로 전국의 해인집단을 관장하는 반조(伴造)의 지위를 얻었다고 한다.
"아즈미"란 "해인진견(일본어: 海人津見 아마츠미[*])가 와전된 것으로 보인다. "진견"은 "살다[住]"를 의미하는 옛말이라는 설도 있다. 그에 따르면 아즈미족은 말 그대로 "바다에 사는 족속"이라는 뜻이 된다.
효고현 아와지섬에 고대 아즈미씨의 일족(아즈미노 하마코 등)에 관한 전승이 남아 있다.
율령제 시대에는 궁내성에 속하는 내선사(천황의 식사 요리를 담당하는 관서)의 장관(관위는 정6위상)을 맡았다.  이것은 예로부터 신에게 바쳐지는 어지(御贄)에는 해산물이 주를 이루었기 때문에 해인계 씨족에게 그 역할이 주어진 것이다.
아즈미족이 이주한 지역들은 아즈미(阿曇・安曇・阿積)・아츠미(厚見・厚海・渥美)・이즈미(泉)・아타미(熱海)・아쿠미(飽海) 등의 지명이 남아 있으며, 이 지명들은 규슈에서 세토내해를 거쳐 긴키에 닿고, 또한 미카국 아츠미군, 이즈반도 북단의 아타미시 아쿠미군을 지나 데와국 북부(오늘날의 야마가타현)에 달한다.
또한 해변 뿐 아니라 강을 거술러 내륙의 아즈미노(나가노현 북서부)에 이름을 남기기도 했다. 해발 3190 미터의 호타카다케산(일본 제3위) 정상에 있는 호타카 신사는 이 땅의 아즈미씨가 조상신을 모신 오래된 신사로, 중전에 주제신으로 호타카미노 미코토, 좌전에 와타츠미노 미토코 등, 산꼭대기에서 해신들을 모시고 있다. 내륙에 있음에도 불구하고 마츠리에는 커다란 선박 모양의 수레가 등장한다. 시카노섬에서 전국으로 흩어진 아즈미 일족 중 일부는 이 시나노국 아즈미군(오늘날의 나가노현 아즈미노시)에 정착했다고 한다.

## 참고 문헌
- 坂本博『信濃安曇族の謎を追う―どこから来て、どこへ消えたか』 2003年、近代文芸社 ISBN 978-4773370751
- 坂本博『信濃安曇族の残骸を復元する―見えないものをどのようにして見るか』 2007年、近代文芸社 ISBN 978-4773374780
- 亀山勝『安曇族と徐福　弥生時代を創りあげた人たち』 2009年、龍鳳書房 ISBN 978-4947697370